# 鴨下瞬
鴨下 瞬（かもした しゅん、1985年7月16日 - ）は、埼玉県出身の元プロ野球選手（投手）。

## 来歴
埼玉県立鷲宮高等学校を卒業。芸能事務所に所属し、マッスルミュージカルに出演した経験がある。
その後、社会人野球の旭製作所を経て、茨城ゴールデンゴールズに入団。茨城ゴールデンゴールズでは、2期生トライアウト時に遠投でバックスクリーンに当てて1球で合格した。2期生合格第1号で背番号は45番。
2006年、翌年発足する北信越ベースボール・チャレンジ・リーグ（現・ベースボール・チャレンジ・リーグ）のトライアウトを受けて新潟アルビレックス・ベースボール・クラブに入団。2007年の1シーズンプレーし、25試合に登板、0勝1敗で防御率8.10という成績だった。2008年2月28日付で退団が発表された。「本人からの申し出による」とされている。
退団後は、テリー伊藤の横浜ベイブルースに所属し、対茨城ゴールデンゴールズの試合で桑田真澄の現役最後の公式戦に登板した。
2013年12月31日ベイサイドヨコハマにて開催の、総合格闘技団体のパンクラスへも参戦。
プロ野球独立リーグを引退後 広告代理店で5年、広告代理店専務取締役2年を経て独立し株式会社LGFの代表取締役に就任。
2021年現在はYouTube配信をおこなう「トクサンTV」の天晴に入団し、「カモシー」の愛称で活動している。背番号は8番。

## プレースタイル
サイドスローから繰り出す最速149km/hのストレートが武器。変化球は、大きく曲がるシュートとカーブを持つ。遠投は200メートルを超える。
今なおその速度は維持されており、2022年03月09日にアップされた弾丸ライナーズ【from クニヨシTV】のYouTube動画では約140キロのシンカーを投げる記録も。

## 詳細情報

### 独立リーグでの投手成績
出典はリーグウェブサイト掲載の過去個人成績。
| 年 度     | 球 団     | 防 御 率 | 登 板 | 勝 利 | 敗 戦 | セ 丨 ブ | 完 投 | 投 球 回 | 打 者 | 被 安 打 | 被 本 塁 打 | 奪 三 振 | 与 四 球 | 与 死 球 | 失 点 | 自 責 点 | 暴 投 | ボ 丨 ク |
| --------- | --------- | -------- | ----- | ----- | ----- | -------- | ----- | -------- | ----- | -------- | ----------- | -------- | -------- | -------- | ----- | -------- | ----- | -------- |
| 2007      | 新潟      | 8.10     | 25    | 0     | 1     | 0        | 0     | 43.1     | 239   | 49       | 1           | 31       | 54       | 11       | 51    | 39       | 8     | 0        |
| 通算：1年 | 通算：1年 | 8.10     | 25    | 0     | 1     | 0        | 0     | 43.1     | 239   | 49       | 1           | 31       | 54       | 11       | 51    | 39       | 8     | 0        |

### 背番号
- 18  （2007年）